# Paradis (Divine Comédie)
Pour les articles homonymes, voir Paradis (homonymie).
Le Paradis est la troisième partie (cantica) de la Divine Comédie de Dante Alighieri. Les parties précédentes sont l'Enfer et le Purgatoire.
Il s'agit d'une allégorie racontant le voyage de Dante dans le Paradis, guidé par Béatrice, qui symbolise la théologie. Dans le poème, le Paradis est décrit comme une série de sphères concentriques entourant la Terre, comprenant la Lune, Mercure, Vénus, le Soleil, Mars, Jupiter, Saturne, les étoiles fixes, le Primum Mobile et enfin, l'Empyrée. Il a été écrit au début du XIVe siècle. De manière allégorique, le poème représente l'ascension de l'âme vers Dieu.

## Introduction

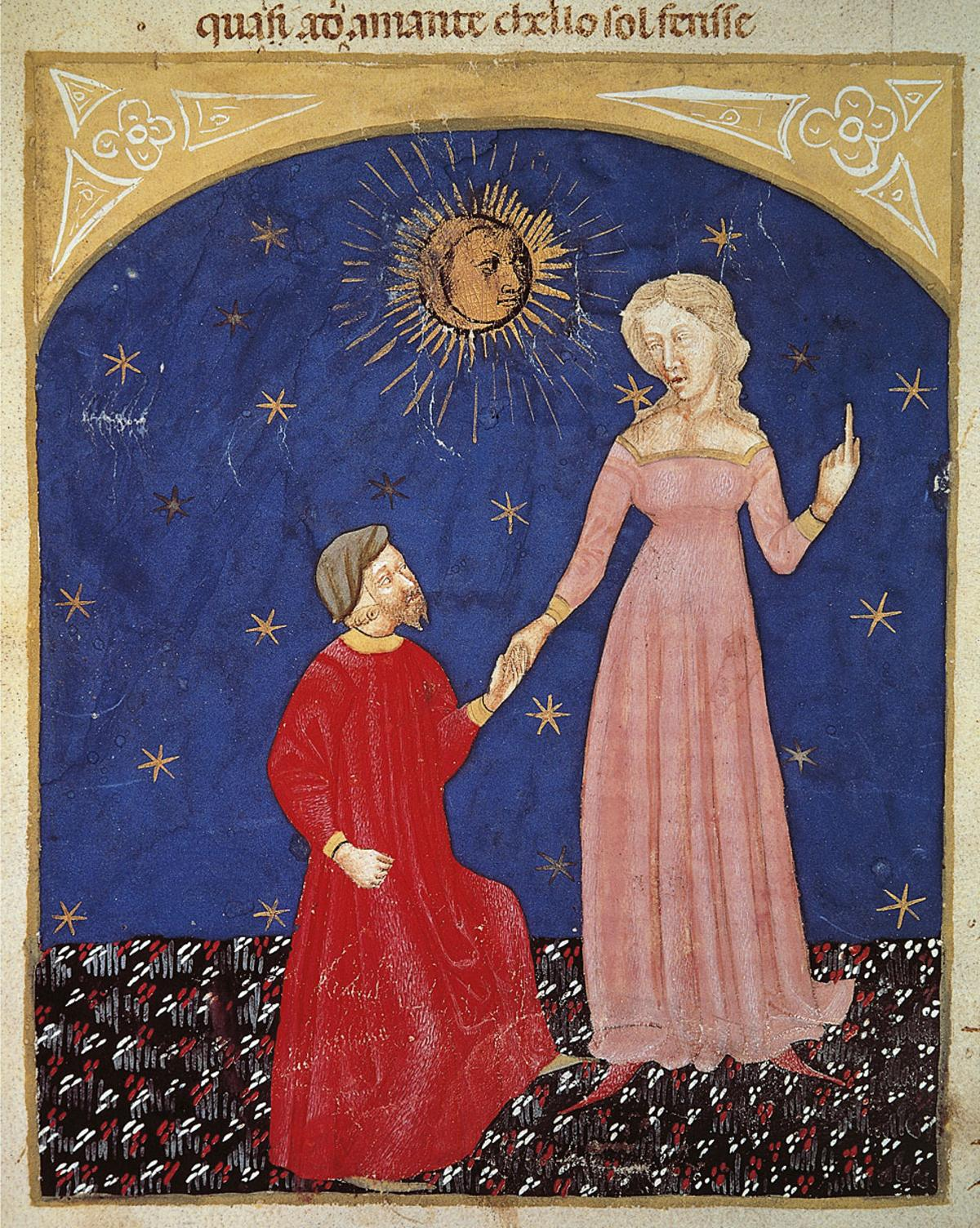
Auteur inconnu.Béatrice guidant Dante au Paradis, d'après une miniature vénitienne du XIVe siècle, Biblioteca Marciana, Venise.

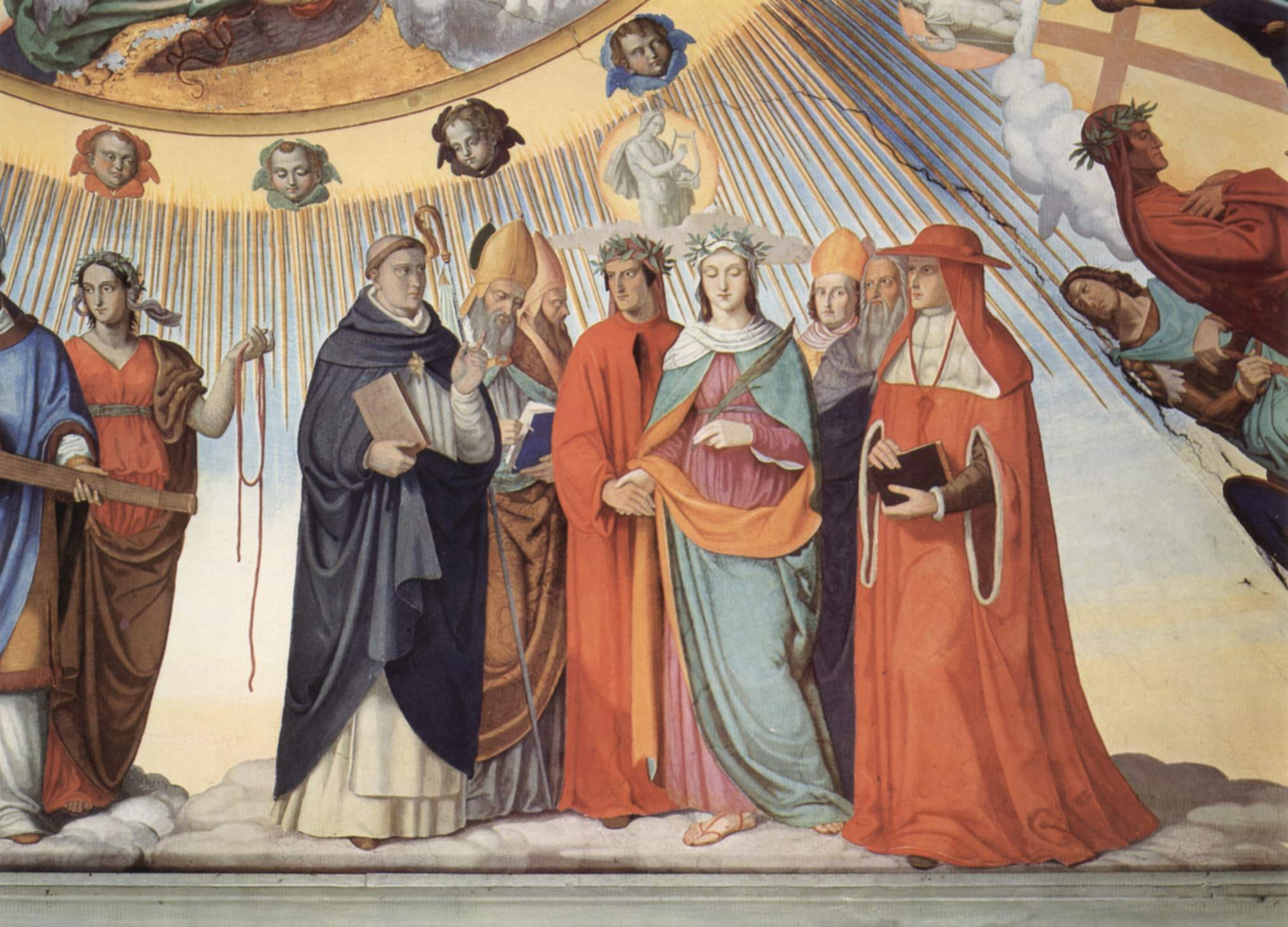
Dante et Béatrice parlent aux maîtres de sagesse Thomas d'Aquin, Albertus Magnus, Pierre Lombard et Siger de Brabant dans la Sphère du Soleil (fresque de Philipp Veit), Chant 10.

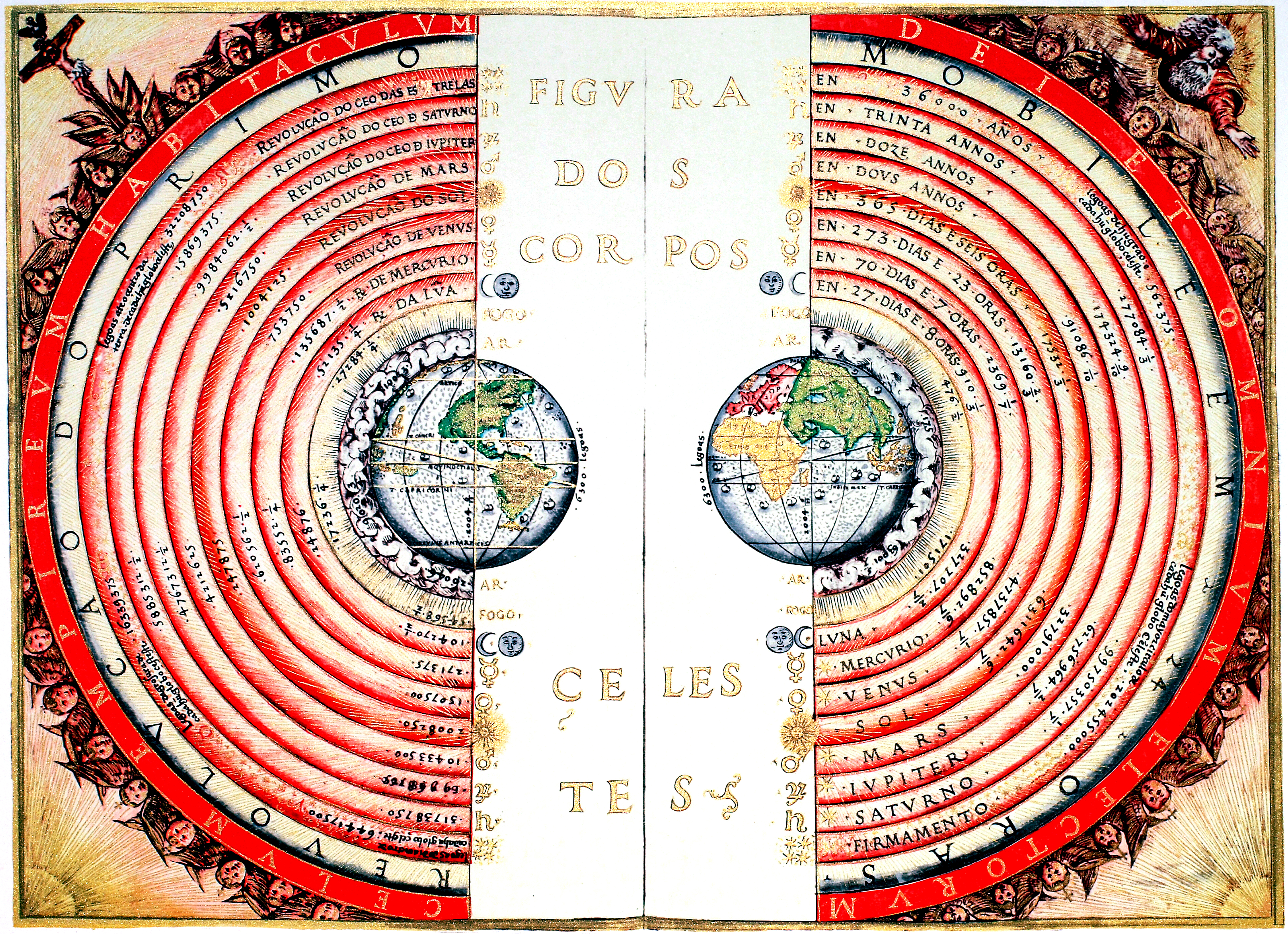
Le Paradis reprend la vision médiévale de l'Univers, avec la Terre entourée de sphères concentriques contenant des planètes et des étoiles.
Le Paradis commence au sommet du Mont Purgatoire, appelé le Paradis terrestre (c'est-à-dire le jardin d'Eden), à midi le mercredi 30 mars (ou 13 avril) 1300, après le dimanche de Pâques. Le voyage de Dante à travers le Paradis dure environ vingt-quatre heures, ce qui indique que le voyage entier de la Divine Comédie a duré une semaine, du jeudi soir (Enfer I et II) au jeudi soir.
Après s'être élevée à travers la sphère de feu censée exister dans la haute atmosphère terrestre (Canto I), Béatrice guide Dante à travers les neuf sphères célestes du Ciel, jusqu'à l'Empyrée, qui est la demeure de Dieu. Les neuf sphères sont concentriques, comme dans le modèle géocentrique standard de la cosmologie médiévale, dérivé de Ptolémée. L'Empyrée est non-matérielle. Comme pour son Purgatoire, la structure du Ciel de Dante est donc de la forme 9+1=10, l'une des dix régions étant de nature différente des neuf autres.
Au cours de son voyage, Dante rencontre et converse avec plusieurs âmes bienheureuses. Il prend soin de préciser que toutes ces âmes vivent en fait dans la félicité avec Dieu dans l'Empyrée : « Mais toutes ces âmes honorent l'Empyrée  et chacune d'entre elles a une vie douce bien que certaines
sentent plus l'Esprit éternel, d'autres moins. ».
Alors que les structures de l'Enfer et du Purgatoire sont basées sur différentes classifications du péché, la structure du Paradis est basée sur les quatre vertus cardinales (Prudence, Justice, Tempérance et Force) et les trois vertus théologales (Foi, Espérance et Charité).

## Les Sphères du Ciel
En visitant la Lune, Béatrice explique à Dante les raisons de ses marques, (Chant 2).
Les neuf sphères du ciel de Dante sont la Lune, Mercure, Vénus, le Soleil, Mars, Jupiter, Saturne, les étoiles fixes et le Primum Mobile. Elles sont associées par Dante aux neuf niveaux de la hiérarchie angélique. Dante s'appuie également sur des associations traditionnelles, comme celle entre Vénus et l'amour romantique. Les trois premières sphères (qui tombent dans l'ombre de la Terre) sont associées à des formes déficientes de force, de justice et de tempérance. Les quatre suivantes sont associées à des exemples positifs de Prudence, de Fortitude, de Justice et de Tempérance, tandis que la Foi, l'Espoir et l'Amour apparaissent ensemble dans la huitième sphère.

### Première Sphère (La Lune: L'Inconstant)

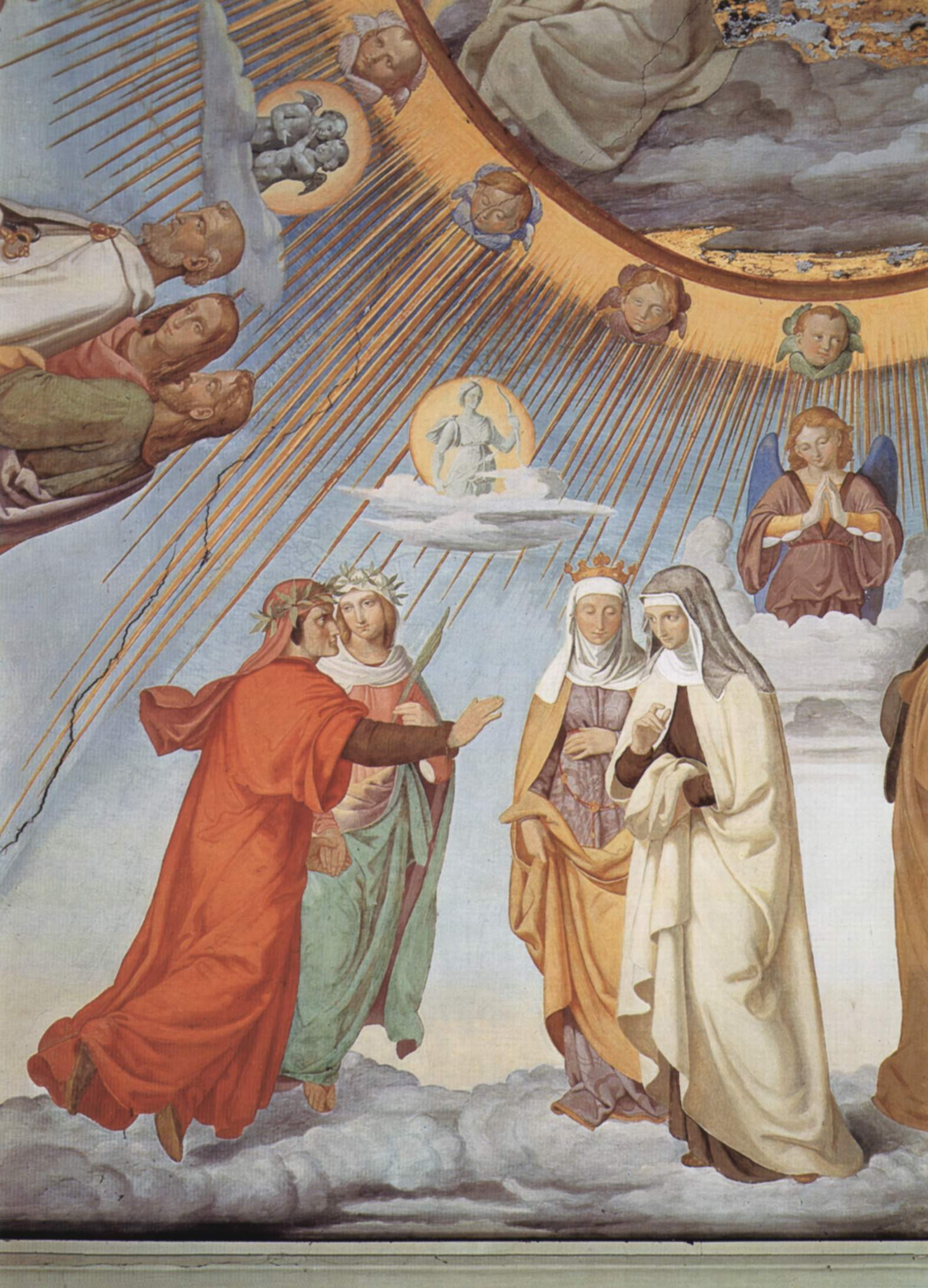
Dante et Béatrice parlent à Piccarda Donati et Constance (fresque de Philipp Veit), Chant III

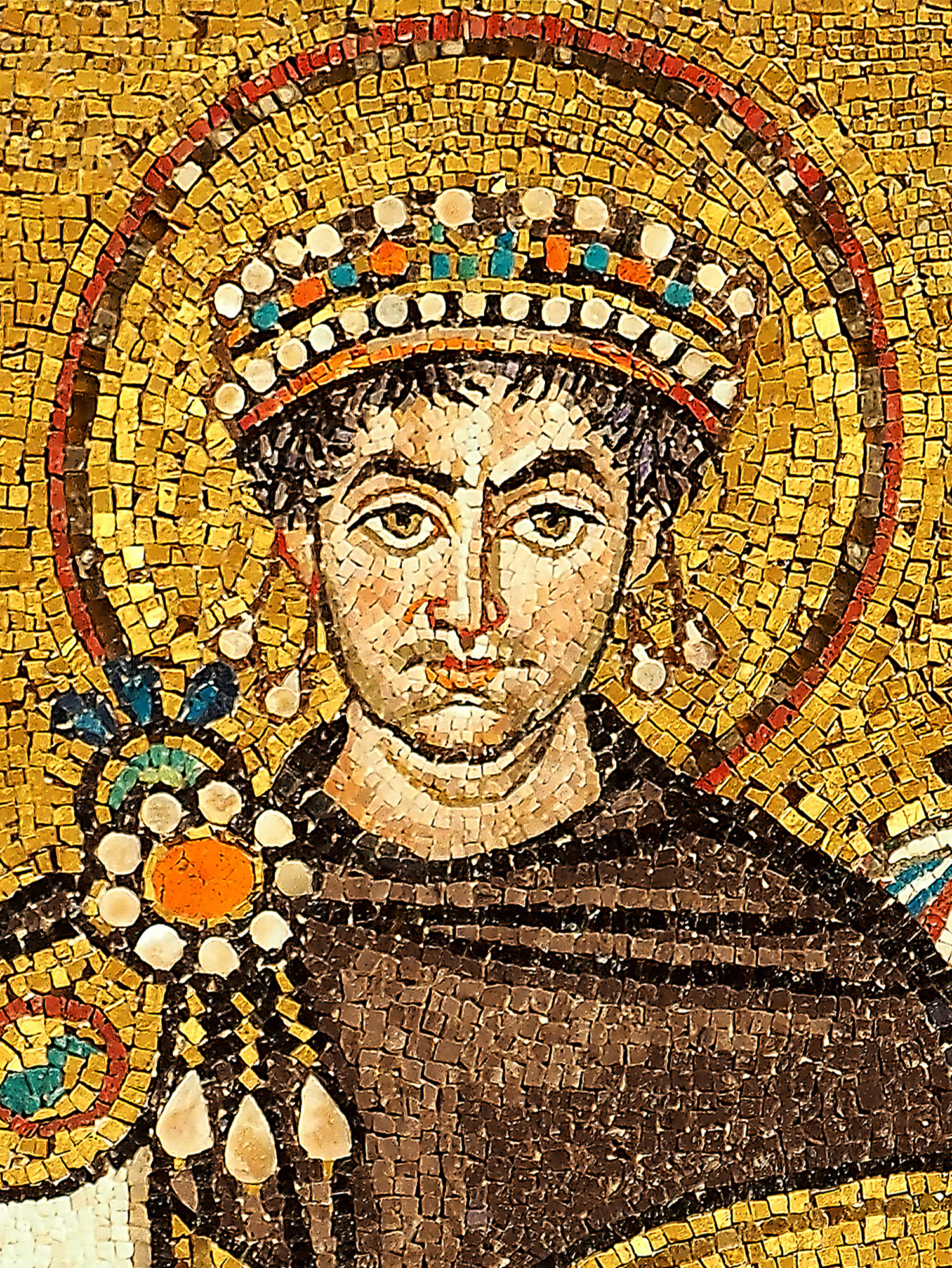
Dante rencontre l'empereur Justinien dans la sphère de Mercure, chant V.

Lors d'une visite sur la Lune, Béatrice explique à Dante les raisons des marques sur sa surface, en décrivant une expérience scientifique simple en optique. Elle fait également l'éloge de la méthode expérimentale en général (Chant II) :
 Pourtant, une expérience, si vous la tentez,

pourrait vous libérer de vos préjugés, et la source

du cours de vos arts provient de l'expérience .
La croissance et la décroissance de la lune sont associées à l'inconstance. Par conséquent, la sphère de la lune est celle des âmes qui ont abandonné leurs vœux, et qui sont donc déficientes dans la vertu de force d'âme (Chant II). Dante et Béatrice y rencontrent Piccarda, sœur de Forese Donati, ami de Dante, qui est morte peu après avoir été retirée de force de son couvent. Ils rencontrent également Constance de Sicile, qui selon Dante a été retirée de force d'un couvent pour épouser  Henri VI (chant III). Béatrice fait un discours sur la liberté de la volonté, le caractère sacré des vœux et l'importance de ne pas collaborer avec la force (chant IV) :
 Car la volonté, si elle résiste, n'est jamais dépensée,

mais agit comme la nature agit quand le feu monte,

même si la force essaie mille fois de la contraindre.

Ainsi, quand la volonté a cédé beaucoup ou peu,

elle a soutenu la force comme ces âmes l'ont fait :

elles auraient pu s'enfuir dans leur saint abri.
Béatrice explique qu'un vœu est un « pacte conclu entre un homme / et Dieu », dans lequel une personne offre librement son libre arbitre comme un don à Dieu. Les vœux ne doivent donc pas être pris à la légère, et doivent être respectés une fois prononcés, à moins que le respect du vœu ne soit un plus grand mal, comme dans le cas du sacrifice de leurs filles par Jephté et Agamemnon (chant V).

### Deuxième sphère (Mercure: l'ambitieuse)
En raison de sa proximité avec le soleil, la planète Mercure est souvent difficile à voir. De manière allégorique, cette planète représente ceux qui ont fait le bien par désir de gloire, mais qui, étant ambitieux, ont manqué de vertu de justice. Leur gloire terrestre est insignifiante à côté de la gloire de Dieu, tout comme Mercure est insignifiant à côté du soleil. Dante rencontre ici l'empereur Justinien, qui se présente avec les mots « César j'étais et je suis Justinien », indiquant que sa personnalité demeure, mais que son statut terrestre n'existe plus au Ciel    (chant VI). Justinien raconte l'histoire de l'Empire romain, en mentionnant, entre autres, Jules César et Cléopâtre  et déplore l'état de l'Italie de l'époque, étant donné le conflit entre Guelfes et Gibelins et l'implication des « lys jaunes » de France  (chant VI) :
Car certains opposent l'emblème universel

avec des lys jaunes ; d'autres revendiquent cet emblème

pour le parti : il est difficile de voir qui est le pire.

Que les Gibelins poursuivent leurs entreprises

sous un autre signe, car ceux qui coupent

ce signe et la justice sont de mauvais adeptes 
Par association, Béatrice discute de l'Incarnation et de la Crucifixion du Christ, qui ont eu lieu à l'époque romaine (chant VII).

### Troisième sphère (Vénus: les amants)

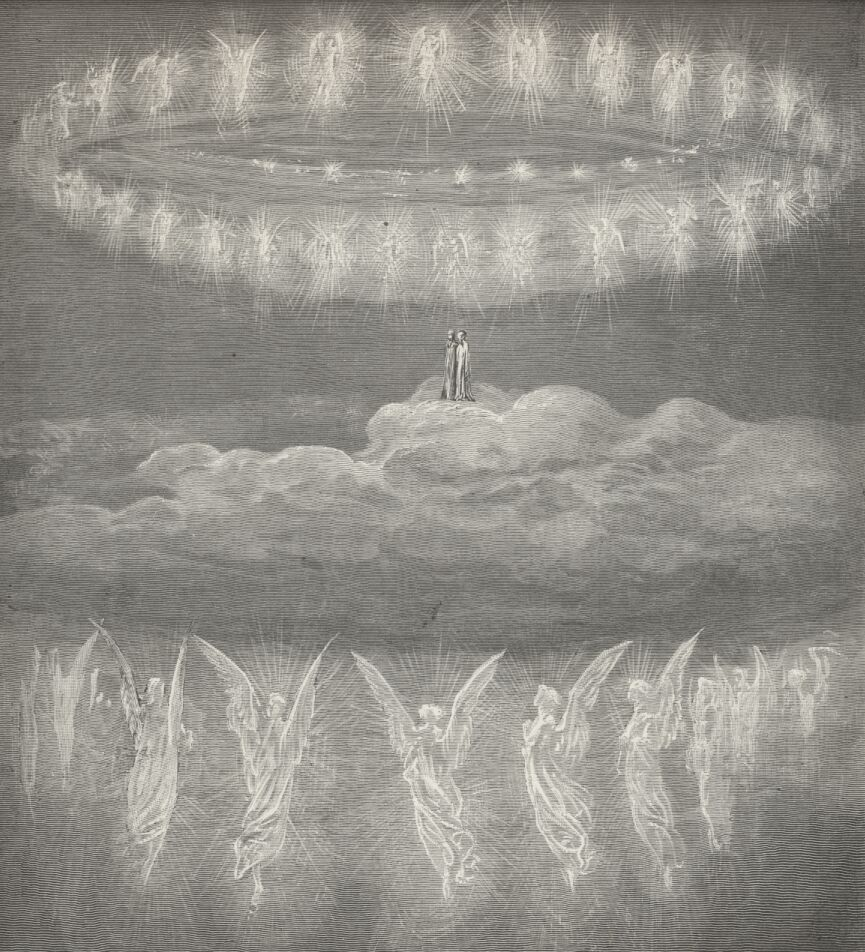
Illustration du Paradis par Gustave Dore.

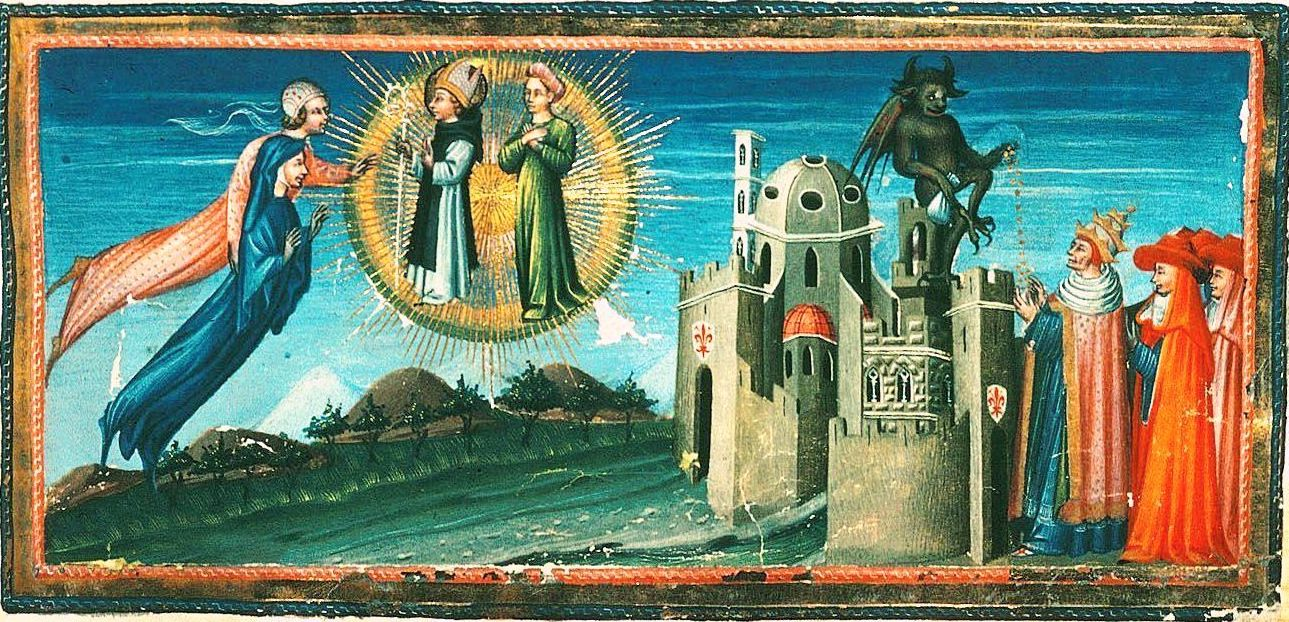
Folquet de Marseille déplore la corruption de l'Église, le clergé recevant de l'argent de Satan (miniature de Giovanni di Paolo), Chant IX.

La planète Vénus (l'étoile du matin et du soir) est traditionnellement associée à la déesse de l'amour, et c'est pourquoi Dante en fait la planète des amoureux, qui étaient déficients dans la vertu de la Tempérance (Chant VIII) :
Le monde, quand il était encore en péril, pensait que, faisant la roue,

dans le troisième épicycle, Cyprien

la belle envoyait ses rayons d'amour frénétique,

... et donna le nom de celle

avec laquelle j'ai commencé ce chant, à la planète

la planète qui est courtisée par le soleil,

tantôt derrière elle, tantôt devant.
Dante rencontre Charles Martel d'Anjou, qu'il connaissait, et qui lui fait remarquer qu'une société qui fonctionne bien a besoin de personnes de différentes sortes. De telles différences sont illustrées par Cunizza da Romano (amante de Sordel), qui est ici au Paradis, tandis que son frère Ezzelino III da Romano est en Enfer, parmi les violents du septième cercle.
Le troubadour Folquet de Marseille parle des tentations de l'amour, et fait remarquer que (comme on le croyait à l'époque) le cône de l'ombre de la Terre touche juste la sphère de Vénus. Il condamne la ville de Florence (plantée, dit-il, par Satan) pour avoir produit cette « fleur maudite » (le florin) qui est responsable de la corruption de l'Église, et il reproche au clergé de se concentrer sur l'argent plutôt que sur l'Écriture et les écrits des Pères de l'Église (chant IX) :
Ta ville, qui a été plantée par celui

qui a été le premier à se retourner contre son créateur,

celui dont l'envie nous a coûté bien des larmes

produit et distribue la fleur maudite

qui détourne les moutons et les agneaux de la vraie voie,

car du berger, il a fait un loup.

Pour cela, l'Évangile et les grands Pères de l'Église

sont mis de côté et seules les Décrétales

sont étudiés comme leurs marges le montrent clairement.

Le pape et les cardinaux s'y attachent.

Leurs pensées ne sont jamais tournées vers Nazareth,

où les ailes ouvertes de Gabriel étaient révérencieuses.

### Quatrième sphère (le soleil: les sages)

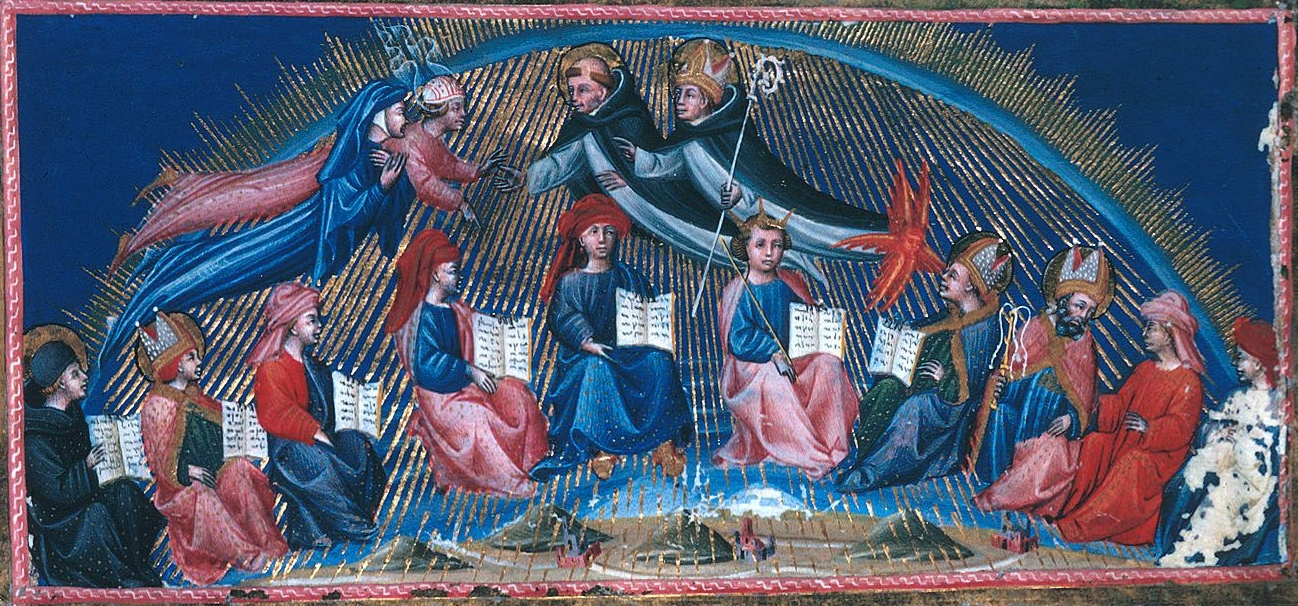
Dante et Béatrice rencontrent douze sages dans la Sphère du Soleil (miniature de Giovanni di Paolo), Chant X.

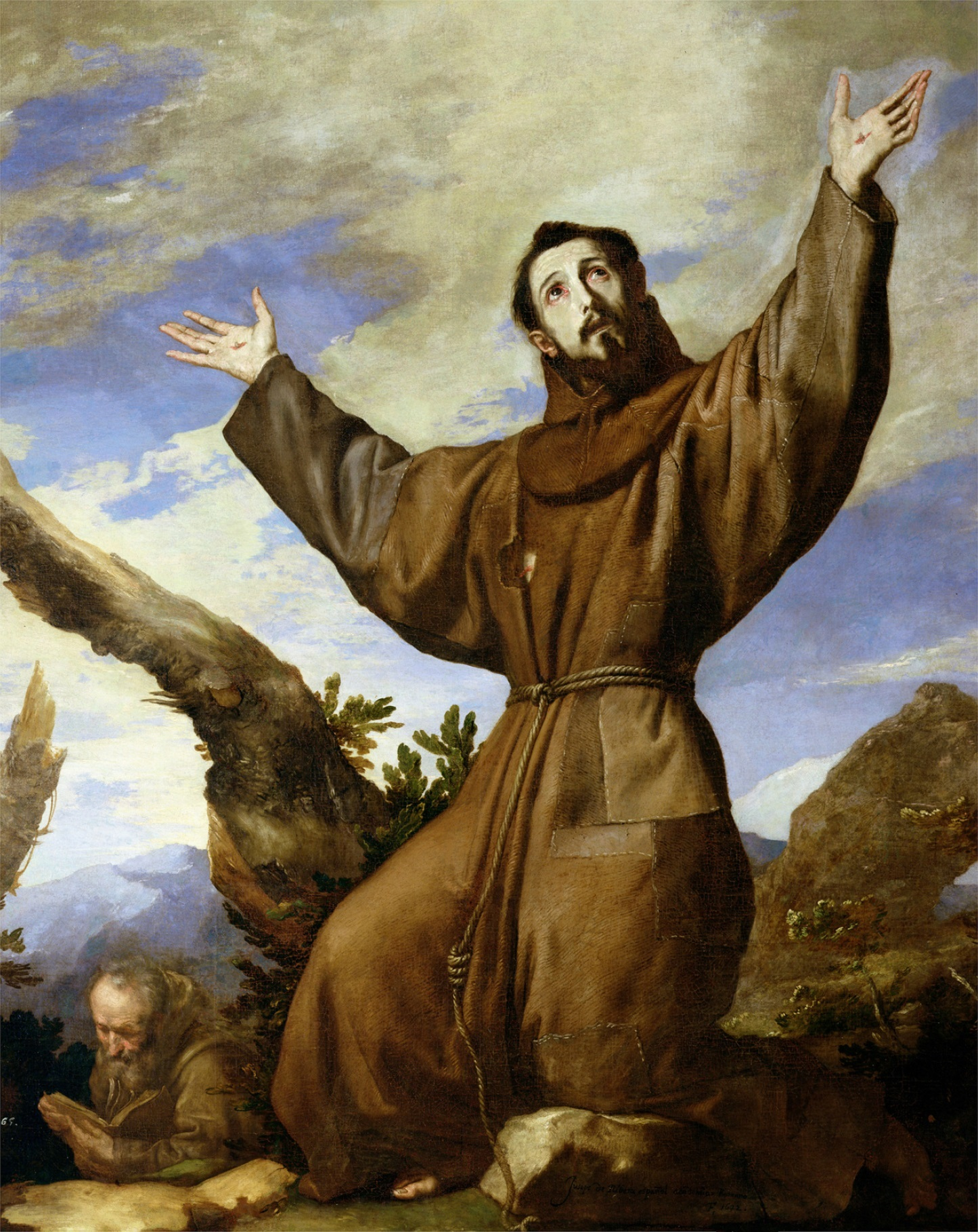
St. François, dont la vie est racontée par Thomas d'Aquin (peinture de Jusepe de Ribera), Chant 11.

Au-delà de l'ombre de la Terre, Dante a affaire à des exemples positifs de Prudence, Justice, Tempérance et Fortitude. Au sein du Soleil, qui est la source d'illumination de la Terre, Dante rencontre les plus grands exemples de prudence : les âmes des sages, qui contribuent à éclairer le monde sur le plan intellectuel (Chant X). Au départ, un cercle de douze lumières brillantes danse autour de Dante et Béatrice. Ce sont les âmes de :
- Thomas d'Aquin
- Albert le Grand
- Gratien
- Pierre Lombard
- Salomon (roi d'Israël)
- Denys l'Aréopagite échangé pour Pseudo-Denys l'Aréopagite
- Paul Orose
- Boèce
- Isidore de Séville
- Bède le Vénérable
- Richard de Saint-Victor
- Siger de Brabant[17]

Cette liste comprend des philosophes, des théologiens et un roi, et compte des représentants de toute l'Europe. Thomas d'Aquin raconte la vie de Saint François d'Assise, et son amour pour Dame Pauvreté (Chant XI).
Douze nouvelles lumières apparaissent, dont saint Bonaventure, franciscain, qui raconte la vie de saint Dominique, fondateur de l'ordre auquel appartenait Thomas d'Aquin. Les deux ordres n'ont pas toujours été amicaux sur terre, et le fait que les membres d'un ordre louent le fondateur de l'autre montre l'amour présent au Ciel (Chant XII). Les vingt-quatre lumières tournent autour de Dante et Béatrice, chantant la Trinité, et Aquin explique la présence surprenante du roi Salomon, qui est placé ici pour sa sagesse royale, plutôt que celle philosophique ou mathématique (Chants XIII et XIV).

### Cinquième Sphère (Mars: Les guerriers de la foi)
Les âmes de la Cinquième Sphère forment une croix grecque, que Dante compare à la Voie lactée, (chant XIV).
La planète Mars étant traditionnellement associée au Dieu de la guerre, Dante fait de cette planète le foyer des guerriers de la foi, qui ont donné leur vie pour Dieu, faisant ainsi preuve de force d'âme.
Dante dit que les sages sont « perplexes » quant à la nature de la Voie lactée, mais dans son Convivio, il avait décrit sa nature.

« Ce qu'Aristote a dit à ce sujet ne peut être connu avec certitude. Dans l'ancienne traduction, il dit que la Galaxie n'est rien d'autre qu'une multitude d'étoiles fixes dans cette région, si petites que nous sommes incapables de les distinguer d'ici-bas, bien que d'elles provienne l'apparence de cette luminosité que nous appelons la Galaxie ; il peut en être ainsi, car le ciel dans cette région est plus dense, et par conséquent retient et rejette cette lumière. Avicenne et Ptolémée semblent partager cette opinion avec Aristote. »

Dante rencontre son ancêtre Cacciaguida, qui a servi dans la deuxième croisade. Cacciaguida fait l'éloge de la république de Florence du XIIe siècle et déplore le déclin de la ville depuis cette époque (Chants XV et XVI). Le fait que la Divine Comédie se situe en l'an 1300, avant l'exil de Dante, a permis aux personnages du poème de « prédire de mauvaises choses pour Dante ». En réponse à une question de Dante, Cacciaguida dit la vérité sans détour. Dante sera exilé (Chant XVII) :
Tu devras quitter tout ce que tu aimes le plus :

c'est la flèche que l'arc de l'exil

tire en premier. Tu dois connaître le goût amer

du pain d'autrui, de son sel, et connaître

combien le chemin est dur pour celui qui va

descendant et montant les escaliers des autres.
Cependant, Cacciaguida charge également Dante d'écrire et de raconter au monde tout ce qu'il a vu de l'Enfer, du Purgatoire et du Paradis. Enfin, Dante voit d'autres guerriers de la foi, comme Josué, Judas Maccabée, Charlemagne, Roland et Godefroy de Bouillon (chant XVIII).

### Sixième Sphère (Jupiter: Les justes souverains)

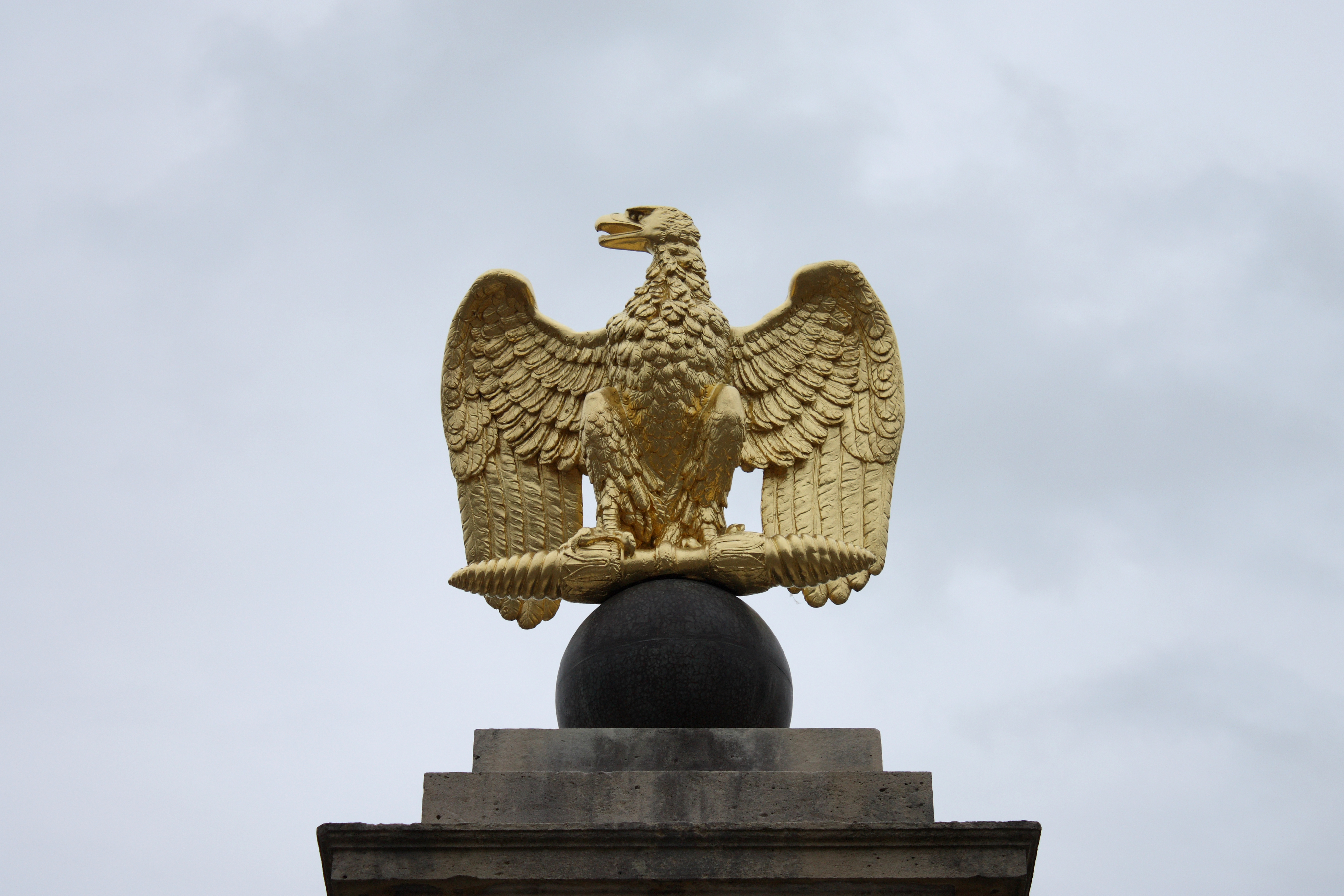
Une aigle impériale. Les âmes formant le M final de TERRAM se transforment en cette forme, Chant XVIII.

La planète Jupiter est traditionnellement associée au roi des dieux, aussi Dante fait-il de cette planète la demeure des souverains qui ont fait preuve de justice. Les âmes épellent ici le latin pour « Aimez la justice, vous qui jugez la terre », après quoi le M final de cette phrase se transforme en la forme d'une aigle impériale (chant XVIII) :
DILIGITE IUSTITIAM étaient le verbe

et le nom qui sont apparus en premier dans cette représentation ;

QUI IUDICATIS TERRAM suivaient.

Puis, ayant formé le M du cinquième mot,

ces esprits ont gardé leur ordre ; l'argent 

de Jupiter, à ce moment-là, semblait gaufré d'or.
Sont présents dans cette sphère David, Ezéchias, Constantin et Guillaume II de Sicile, ainsi que deux païens : Trajan converti au christianisme selon une légende médiévale et à la stupéfaction de Dante Riphée le Troyen, qui a été sauvé par la miséricorde de Dieu dans un acte de prédestination,. Trajan est déjà apparu dans la Divine Comédie comme un exemple d'humilité sur une terrasse d'orgueil. Sur cette terrasse, Dante voit Trajan entouré de ses soldats en route pour une conquête militaire, mais Trajan s'arrête après qu'une femme en deuil lui a demandé de rendre justice aux meurtriers de son fils,. Les âmes forment l'aigle impériale de la justice divine, parlant d'une seule voix de la justice de Dieu  (Chants XIX et XX). Dante profite de ce moment opportun devant l'aigle pour s'interroger sur l'accessibilité du Paradis aux personnes nées avant le Christ ou vivant dans une région où le christianisme n'était pas enseigné. Dante commence sa question en posant l'hypothèse d'une telle personne (Chant XIX) :
Un homme est né sur les rives

de l'Indus, et personne n'est là pour parler du Christ.

Christ pour lire ou écrire sur lui,

et tous ses désirs et ses actes sont bons, pour autant que

raison humaine, sans péché dans la vie ou dans la parole.

parole.

Il meurt non baptisé et sans notre foi :

où est la justice qui le condamne ? où est sa faute s'il ne croit pas ?

sa faute s'il ne croit pas ?

Maintenant, qui êtes-vous, vous qui voulez vous asseoir sur le banc de touche

et juger à mille lieues de là, avec une vue

aussi courte que le fil de la main ?
La seule faute de cet homme instruit et savant, né au mauvais endroit pour connaître le salut, est son manque de foi et de baptême. Le ciel lui sera-t-il refusé ? Pour répondre à la question de Dante, l'aigle dit (Chant XIX) :
Dans ce royaume, personne

n'est jamais ressuscité qui n'ait pas cru au Christ,

que ce soit avant ou après qu'il a été cloué sur le bois.
Au cœur même du salut se trouve la croyance que Jésus-Christ est le Messie. Peu importe qu'une personne soit née avant ou après le Christ, à Florence ou au bord de l'Indus, elle peut croire que le Christ viendrait ou était venu pour sauver l'humanité. C'est la petite ouverture qui permet à des personnes comme l'homme de l'exemple de Dante de monter au Ciel.

### Septième sphère (Saturne: les contemplatifs)

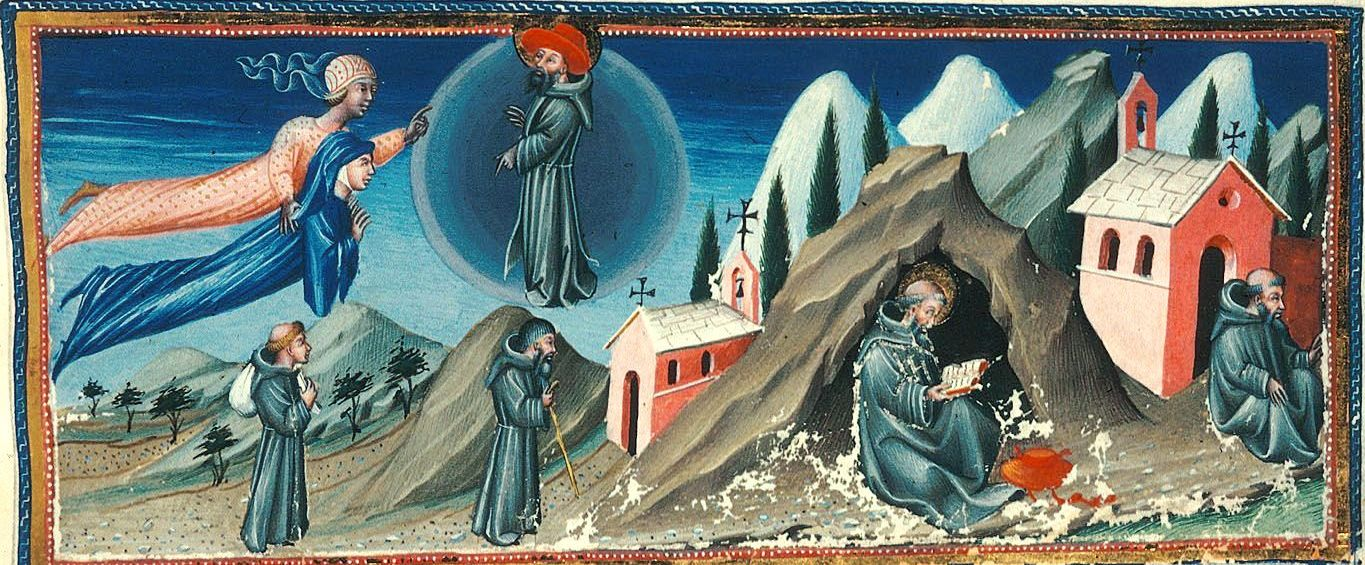
Dante et Béatrice rencontrent Pierre Damien, qui raconte sa vie, et discute de la prédestination (miniature de Giovanni di Paolo), Chant 21.

La sphère de Saturne est celle des contemplatifs, qui incarnent la tempérance. Dante rencontre ici Pierre Damien, et discute avec lui du monachisme, de la doctrine de la prédestination et du triste état de l'Église. Dante rencontre aussi saint Benoît, qui se plaint de la mondanité de ses propres moines (Chants XXI et XXII). Béatrice, qui représente la théologie, devient ici de plus en plus belle, ce qui indique que le contemplatif a une vision plus proche de la vérité de Dieu :
Elle n'a pas souri. Au lieu de cela, son discours pour moi

a commencé : Si je souriais, alors vous seriez

comme Sémélé quand elle a été réduite en cendres,

parce que, comme vous l'avez vu, ma beauté...

qui, même lorsque nous gravissons les marches de ce

palais éternel, s'enflamme de plus en plus.

si elle n'était pas tempérée ici, serait si brillante

qu'en l'éclairant, votre faculté mortelle

ressemblerait à une branche que la foudre a fendue.

### Huitième Sphère (Les étoiles fixes: Foi, Esperance et Amour)

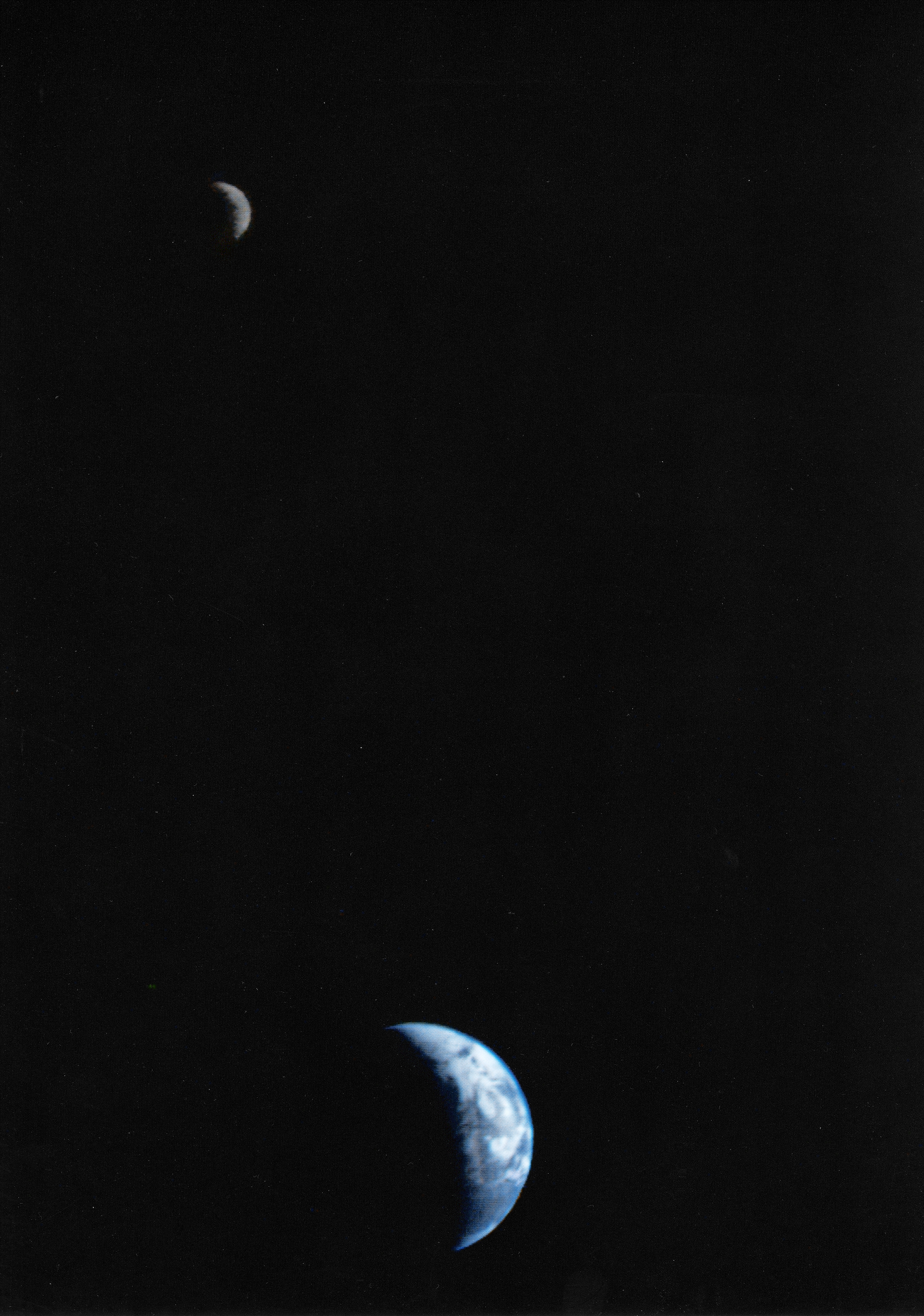
En regardant en bas de la Sphère des étoiles fixes, Dante voit l'humble planète qu'est la Terre, (chant XXII).

Du haut de la sphère des étoiles fixes, Dante voit l'humble planète qu'est la Planète,(chant XXII).
La sphère des étoiles fixes est la sphère de l' Église triomphante. De là, la constellation des Gémeaux, sous laquelle il est né, Dante regarde les sept sphères qu'il a visitées et la Terre (chant XXII) :
Mes yeux sont retournés à travers les sept sphères

et ont vu ce globe de telle sorte que j'ai

souri de sa maigre image : J'approuve

ce jugement comme le meilleur, qui tient cette terre

comme étant la plus petite ; et celui dont les pensées sont fixées

ailleurs, peut vraiment être appelé vertueux.
Ici, Dante voit la Vierge Marie et d'autres saints (Chant XXIII). saint Pierre interroge Dante sur la foi, lui demandant ce qu'elle est et s'il la possède. Retorquant à la réponse de Dante, saint Pierre lui demande comment il sait que la Bible est vraie, et dans un argument attribué à saint Augustin, Dante cite le miracle de la croissance de l'Église à partir de débuts humbles (Chant XXIV) :
Dis, qui t'assure que ces œuvres étaient réelles ?

lui répond-on. La chose même qui a besoin

rien d'autre ne t'atteste ces œuvres.

J'ai dit : Si sans miracles le monde

a été converti au christianisme, c'est

un si grand miracle que tous les autres

ne sont pas sa centième partie : car vous étiez pauvre

et affamés quand vous avez trouvé le champ et semé

la bonne plante autrefois vigne et maintenant épine
.
Saint Jacques interroge Dante sur l'espérance, et Béatrice se porte garante de sa possession (Chant XXV) :
Il n'y a aucun enfant de l'Église Militante

qui a plus d'espoir qu'il a, comme il est écrit

dans le soleil dont les rayons atteignent tous nos rangs :

ainsi il lui est accordé de venir d'Égypte

à Jérusalem pour qu'il ait la vision

de celle-ci, avant que ne s'achève la guerre
.
Enfin, saint Jean interroge Dante sur l'amour. Dans sa réponse, Dante renvoie au concept d'« amour tordu » abordé dans le Purgatoire (chant XXVI) :
Ainsi j'ai recommencé : Ma charité

résulte de toutes ces choses dont la morsure peut amener

le cœur à se tourner vers Dieu ; l'existence du monde

et la mienne, la mort qu'Il a supportée pour que je

que je puisse vivre, et ce qui est l'espérance de tous les

l'espérance de tous les croyants, comme c'est mon espérance, ainsi que

avec la connaissance vivante dont j'ai parlé

m'ont tiré de la mer de l'amour pervers

et m'ont déposé sur le rivage de l'amour juste.

Les feuilles qui enveloppent tout le jardin

du Jardinier éternel, je les aime

selon le bien qu'il leur a donné
.
Saint Pierre dénonce ensuite le Pape Boniface VIII et dit qu'à ses yeux, le Siège papal est vide (Chant XXVII).

### Neuvième Sphère (Le Primum Mobile: Les Anges)

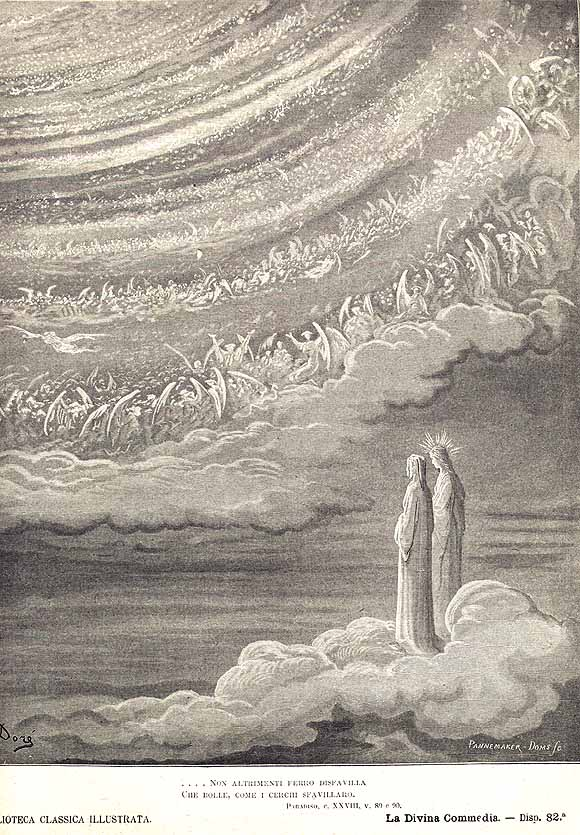
Dante et Béatrice voient Dieu comme un point de lumière entouré d'anges (illustration de Gustave Doré), Chant XXVIII.

La sphère Primum Mobile (sphère « première mue ») est la dernière sphère de l'univers physique. Elle est mue directement par Dieu, et son mouvement provoque le mouvement de toutes les sphères qu'elle entoure  (Chant XXVII) :
Ce ciel n'a pas d'autre lieu que celui-ci :

l'esprit de Dieu, dans lequel sont allumés à la fois

l'amour qui le fait tourner et la force qu'il répand.

Comme dans un cercle, la lumière et l'amour l'entourent,

comme elle entoure le reste et ce qui l'entoure,

seul celui qui l'entoure le comprend.

Aucun autre ciel ne mesure le mouvement de cette sphère,

mais il sert de mesure pour le reste,

de même que la moitié et le cinquième déterminent le dix 
.
Le Primum Mobile est la demeure des anges, et ici Dante voit Dieu comme un point lumineux intensément brillant entouré de neuf anneaux d'anges (Chant XXVIII). Béatrice explique la création de l'univers, et le rôle des anges, en terminant par une critique vigoureuse des prédicateurs de l'époque (Chant XXIX) :

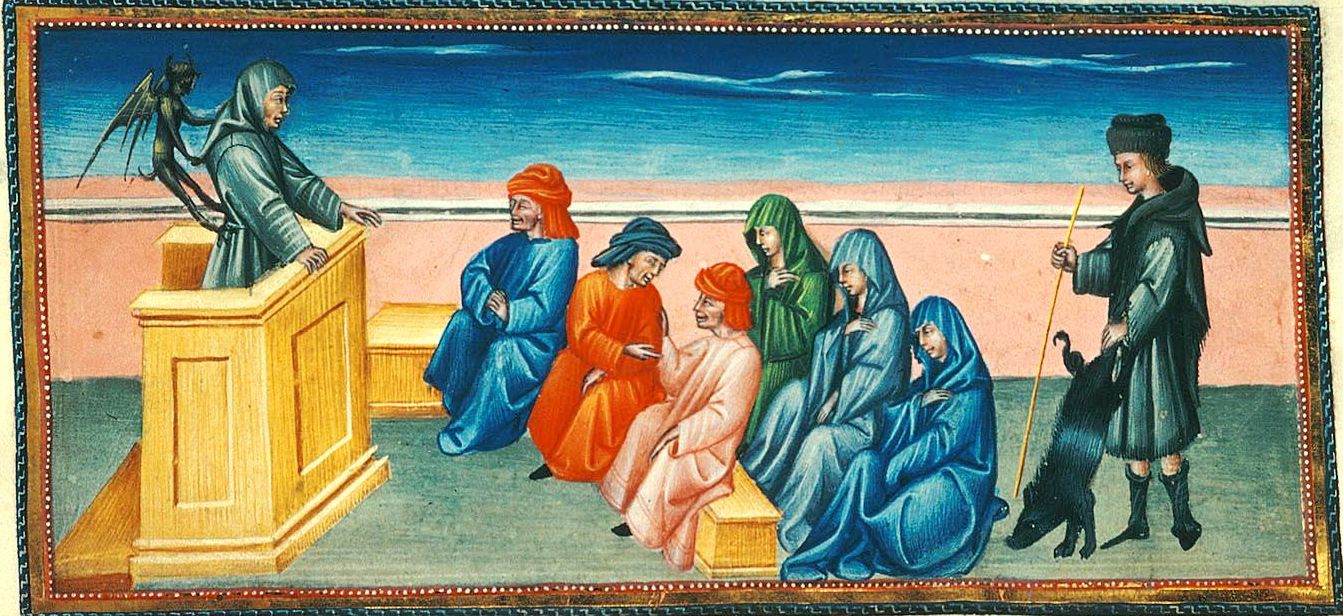
Béatrice critique les prédicateurs du jour, suggérant qu'un sinistre « oiseau » (un démon ailé) niche dans la capuche du prédicateur (miniature de Giovanni di Paolo), chant XXIX.

Le Christ n'a pas dit à sa première compagnie :

« Allez, et prêchez des histoires idiotes au monde »;

mais il leur a donné l'enseignement qui est la vérité,

et la vérité seule était entendue quand ils parlaient ;

et ainsi, à lutter pour faire naître la foi,

l'Évangile leur servait à la fois de bouclier et de lance.

Mais maintenant, les hommes vont prêcher avec des railleries et des moqueries,

et tant qu'ils peuvent faire rire,

le capuchon se gonfle, et on ne demande plus rien.

Mais un tel oiseau niche dans cette cagoule, que si

le peuple le voyait, il reconnaîtrait

comme des mensonges les pardons dans lesquels ils se confient.

## L'Empyrée
Du Primum Mobile, Dante s'élève vers une région au-delà de l'existence physique, l'Empyrée, qui est la demeure de Dieu. Béatrice, représentant la théologie, est ici transformée pour être plus belle que jamais. Sa beauté, à la fois religieuse et érotique, fait écho à la tradition de la lyrique courtoise, ce qui se rapporte également à son rôle de cour dans le récit qui tourne autour de l'aide à Dante et de sa purification, pour qu'il puisse s'élever. Dante est enveloppé de lumière, qui l'aveugle d'abord puis le rend apte à voir Dieu (Chant XXX).
Dante voit une énorme rose, symbole de l'amour divin, dont les pétales sont les âmes intronisées des fidèles aussi bien ceux de l'Ancien Testament que ceux du Nouveau. Toutes les âmes qu'il a rencontrées au Ciel, y compris Béatrice, ont leur demeure dans cette rose, et les anges volent autour de la rose comme des abeilles, distribuant paix et amour. Béatrice retourne maintenant à sa place dans la rose, signifiant que Dante a dépassé la théologie dans la contemplation directe de Dieu; St. Bernard, en tant que contemplatif mystique, guide maintenant Dante plus loin (Chant XXXI), décrivant la rose céleste et ses occupants. Saint Bernard peut représenter Dieu, puisqu'il accueille le pèlerin à l'Empyrée, après quoi Dante peut voir Dieu ; dans cette lecture, Béatrice représenterait le Saint-Esprit parce qu'elle purifie Dante et l'amène à saint Bernard et à l'Empyrée.). Dix femmes et huit hommes sont signalés à Dante dans l'Empyrée ; les dames apparaissent dans une hiérarchie où Marie est la tête et Eve est directement sous elle, suivie de sept autres femmes bibliques et de Béatrice.La supériorité numérique des hommes sur les femmes rappelle le début de l'Inferno, dans lequel de nombreuses femmes apparaissent dans les Limbes.

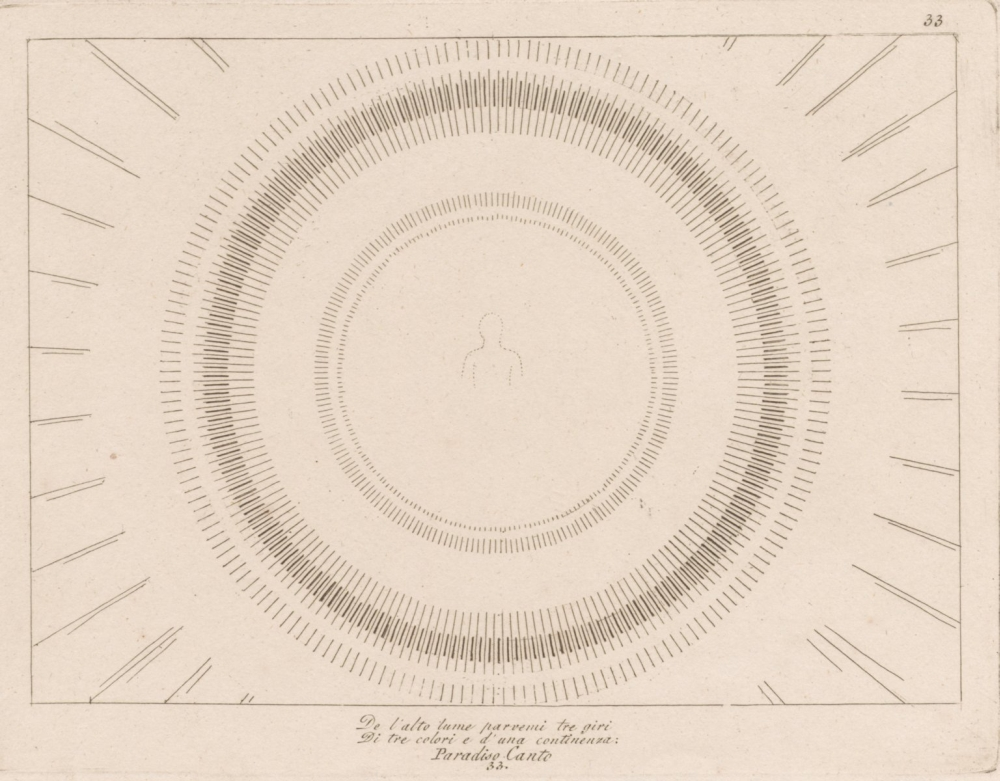
Les trois cercles de la Trinité (illustration de John Flaxman), Chant 33.

Saint Bernard explique ensuite la prédestination et prie la Vierge Marie au nom de Dante. L'Empyrée dans son ensemble abonde en éléments marials, comme les chiffres du numéro 32 du chant qui s'additionnent à cinq, ce qui peut représenter Marie en raison de son nom de cinq lettres - Maria - et de ses expériences qui se présentent notamment par séries de cinq.) La prière de saint Bernard, qui comprend une anaphore utilisant le pronom informel de la deuxième personne, s'inspire d'une histoire de prières similaires commençant dès les éloges funèbres grecques. Dans l'Italie de la fin du Moyen Âge, des poètes comme Jacopone da Todi ont écrit des éloges de Marie appelés lauda, et la prière de Dante à la Vierge s'inspire de cette tradition et en condense la forme, en se concentrant d'abord sur le rôle de Marie sur Terre, puis sur son rôle au Ciel et ses qualités maternelles.
Enfin, Dante se retrouve face à face avec Dieu (Chants XXXII et XXXIII). Dieu apparaît comme trois cercles de taille égale occupant le même espace, représentant le Père, le Fils et le Saint-Esprit. À l'intérieur de ces cercles, Dante peut discerner la forme humaine du Christ. La Divine Comédie se termine avec Dante essayant de comprendre comment les cercles s'assemblent, et comment l'humanité du Christ se rapporte à la divinité du Fils mais, comme le dit Dante, « ce n'était pas un vol pour mes ailes »  Dans un éclair de compréhension, qu'il ne peut exprimer, Dante voit enfin cela, et son âme s'aligne sur l'amour de Dieu.
Mais déjà mon désir et ma volonté

étaient tournés comme une roue, tous à la même vitesse,

par l'Amour qui meut le soleil et les autres étoiles.

## Tableau synoptique des noms de lieux, de concepts et de personnages
Les noms en gras sont ceux des personnages effectivement présents dans le cercle considéré (rencontrés par Dante ou simplement cités par quelqu'un comme présent ou nommé dans les phrases), à l'exclusion de ceux dont l'arrivée future n'est que prophétisée ; les autres noms sont ceux qui font seulement l'objet de périphrases, citations ou descriptions.
Les noms de lieux donnés entre parenthèses sont ceux qui ne sont en général pas nommés explicitement mais présentés par des périphrases.
| Lieu         | Bienheureux                                          | Apparition                                    | Personnages présents ou cités | Lieux cités                                      | Chant         |
| ------------ | ---------------------------------------------------- | --------------------------------------------- | ----------------------------- | ------------------------------------------------ | ------------- |
| Le ciel Lune | Spiritueux défaillants (Intelligence motrice : Ange) | Images réfléchies dans les cristaux et l'eau. | …                             | Mont Parnasse, Delphes, Cirra, Colchide, Souabe. | I II III IV V |

## Source
- (it) Cet article est partiellement ou en totalité issu de l’article de Wikipédia en italien intitulé « Paradiso (Divina Commedia) » (voir la liste des auteurs).

- (en) Cet article est partiellement ou en totalité issu de l’article de Wikipédia en anglais intitulé « Paradiso (Dante) » (voir la liste des auteurs).